# في أيد أمينة (مسلسل)
في أيد أمينة مسلسل مصري اجتماعي أنتج عام 2008. من بطولة يسرا وهشام سليم وأشرف أباظة، وهو من إخراج المخرج الأردني محمد عزيزية. وعرض على تلفزيون دبي خلال شهر رمضان.

## القصة
تجسد "يسرا" شخصية الصحفية "أمينة" التي تحترم مهنتها إلى أقصى درجة، وتسعى دائماً لكشف الحقائق، بل والدخول دائما كما تقول «في عش الدبابير»؛ بهدف كشف الفساد في المجتمع، ما يعرضها لمشاكل وأزمات لا تعد ولا تحصى، تتوصل إلى عصابة دولية متخصصة في سرقة الأطفال من الدول النامية والفقيرة وذلك بهدف بيعهم للمحرومين من نعمة الانجاب أو تشغيلهم كعبيد. تسعى أمينة لكشف هذه العصابة الدولية وأنيابها في الخارج والداخل لتتوالى الحوادث في شكل درامي.

## فريق العمل
- يسرا بدور الصحفية "أمينة"
- هشام سليم بدور رئيس التحرير "شامل"
- محمود الجندي بدور "أبو فرج"
- روجينا
- سهر الصايغ
- جيهان فاضل
- خيرية أحمد بدور والدة أمينة الحبوبه
- سامي العدل
- أشرف أباظة
- محمد رمضان
- وآخرون
- إخراج محمد عزيزية
- إنتاج العدل جروب